# Большое Аксёново
Большое Аксёново — деревня в Кимрском районе Тверской области России. Входит в состав Ильинского сельского поселения.

## География
Находится в юго-восточной части Тверской области на расстоянии приблизительно 12 км на север-северо-запад по прямой от районного центра города Кимры в левобережной части района.

## История
Известна была с 1628 года как деревня помещиков Борняковых. В 1780-х годах в деревне 6 дворов, в 1806 — 14. В 1859 году здесь (деревня Корчевского уезда Тверской губернии) было учтено 12 дворов, в 1887 — 18. Ныне имеет дачный характер.

## Население
Численность населения: 31 человек (1780-е годы), 82 (1859 год), 93 (1887), 0 как в 2002 году, так и в 2010.